# Torula
La torula (Candida utilis, anteriorment Torulopsis utilis o Torula utilis) és una espècie de fong ascomicot de l'ordre dels serinals (Serinales). És un llevat utilitzat com a saboritzant.

## Ús
Torula, en la seva forma inactiva (normalment etiquetada com a "torula yeast", "llevat torula"), es fa servir molt com saboritzant en aliments processats i aliments per a mascotes. Es produeix a partir del xilitol, com a subproducte de la producció de paper. Es pasteuritza i s'espargeix en sec per produir una pols fina marró grisenca amb una lleugera olor de llevat i lleuger gust de carn.
La torula troba un ús a Europa i Califòrnia per al control ecològic de la mosca de l'olivera. Dissolta en aigua atrau aquests insectes.